# Dillon Gabriel
Dillon Gabriel (Mililani, 28 dicembre 2000) è un giocatore di football americano statunitense che milita nel ruolo di quarterback per i Cleveland Browns della National Football League (NFL).

## Carriera universitaria

### UCF
Gabriel iniziò la carriera a UCF nel 2019 come riserva di Brandon Wimbush ma prese il suo posto durante la prima partita e partì come titolare nelle ultime 12 gare, con i Knights che ebbero un record di 10-3, coronato da una vittoria per 48–25 su Marshall nel Gasparilla Bowl. In quella stagione completò 236 passaggi su 398 per 3.653 yard, 29 touchdown e 7 intercetti.
Nel suo secondo anno Gabriel portò i Knights a un record di 6–4 e alla qualificazione al Boca Raton Bowl, dove completò 21 passaggi su 45 per 217 yard e 2 touchdown nella sconfitta per 49–23.
Il 17 dicembre 2021, nella partita di stagione regolare contro Louisville, Gabriel si infortunò nell'ultima giocata della partita, venendo portato fuori dal campo in barella. Gli esami successivi evidenziarono la rottura della clavicola che, anche se non richiese un intervento chirurgico, pose fine alla sua stagione.
Il 27 novembre 2021 Gabriel annunciò che avrebbe cambiato istituto.

### Oklahoma
Il 16 dicembre 2021 Gabriel annunciò inizialmente che si sarebbe trasferito a UCLA. Tuttavia, meno di tre settimane dopo annunciò che sarebbe passato a Oklahoma.
Il 4 dicembre 2023, dopo due stagioni con i Sooners, Gabriel annunciò che avrebbe cambiato nuovamente squadra.

### Oregon

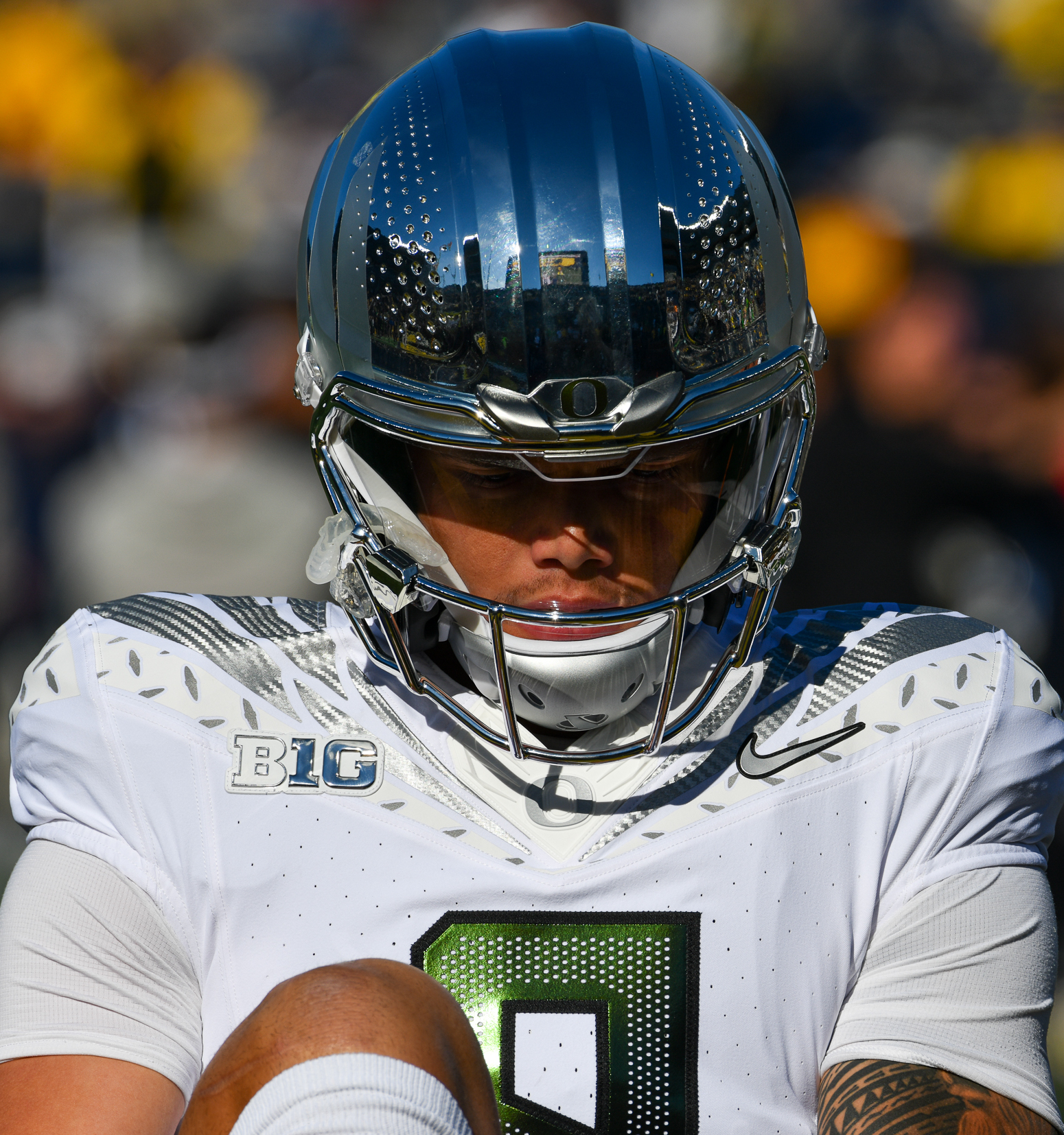
Gabriel nel 2024

Il 9 dicembre 2023 Gabriel annunciò che si sarebbe trasferito a Oregon. Nel debutto con i Ducks passò 380 yard, diventando l'ottavo giocatore nella storia del college football a passare 15.000 yard in carriera. Dopo una stagione regolare in cui guidò Oregon a un record perfetto di 12-0 e a un posto nei College Football Playoff, fu premiato come miglior giocatore, giocatore offensivo dell'anno e quarterback dell'anno della Big Ten Conference. Il 7 dicembre passó 4 touchdown senza subire intercetti nella vittoria su Penn State numero di 3 del ranking nella finale della Big Ten. Il 9 dicembre fu nominato uno dei quattro finalisti dell'Heisman Trophy, assieme a Travis Hunter, Ashton Jeanty e Cam Ward.

## Carriera professionistica

### Cleveland Browns
Gabriel fu scelto nel corso del terzo giro (94º assoluto) del Draft NFL 2025 dai Cleveland Browns.